# ФК Раднички 1923
ФК „Раднички 1923“ е професионален футболен клуб от град Крагуевац, Сърбия.
Основан е през 1923 г. Името „Раднички“ означава буквално „Работници“ на сръбски език. Отборът играе домакинските си мачове на „Стадион Чика Дача“, който разполага с 15 100 седящи места. Клубния цвят е червеното, а клубът се състезава на най-високото ниво на сръбския клубен футбол – Сръбската СуперЛига.

## История
Отборът е основан през 1923 година под името Млади Радник. Първият президент на клуба е Александър Раткович. Първия мач на клуба е срещу СК Триглав и Радник загубва с 2-0. През 1929 Млади Радник е преименуван на ФК Раднички 1923 както се казва клубът и до днес.

## Връзки и източници
- Официален сайт